# Tinamú encaputxat
El tinamú encaputxat (Nothocercus nigrocapillus) és el nom científic d'un ocell de la família dels tinàmids (Tinamidae) que viu a la selva humida a zones de muntanya dels Andes de Perú i oest de Bolívia.